# Jude Monye
Jude Monye (16 novembre 1973) è un ex velocista nigeriano.

## Palmarès
| Anno | Manifestazione     | Sede         | Evento      | Risultato        | Prestazione | Note |
| ---- | ------------------ | ------------ | ----------- | ---------------- | ----------- | ---- |
| 1995 | Mondiali           | Goteborg     | 400 m piani | Semifinale       | 45"95       |      |
| 1995 | Mondiali           | Goteborg     | 4x400 m     | Bronzo           | 3'03"18     |      |
| 1995 | Giochi panafricani | Harare       | 400 m piani | Bronzo           | 45"17       |      |
| 1995 | Giochi panafricani | Harare       | 4×400 m     | Oro              | 3'01"20     |      |
| 1999 | Giochi panafricani | Johannesburg | 4×400 m     | Oro              | 3'01"20     |      |
| 2000 | Giochi olimpici    | Sydney       | 400 m piani | Quarti di finale | 46"32       |      |
| 2000 | Giochi olimpici    | Sydney       | 4×400 m     | Oro              | 2'58"68     |      |